# Susanne Miller

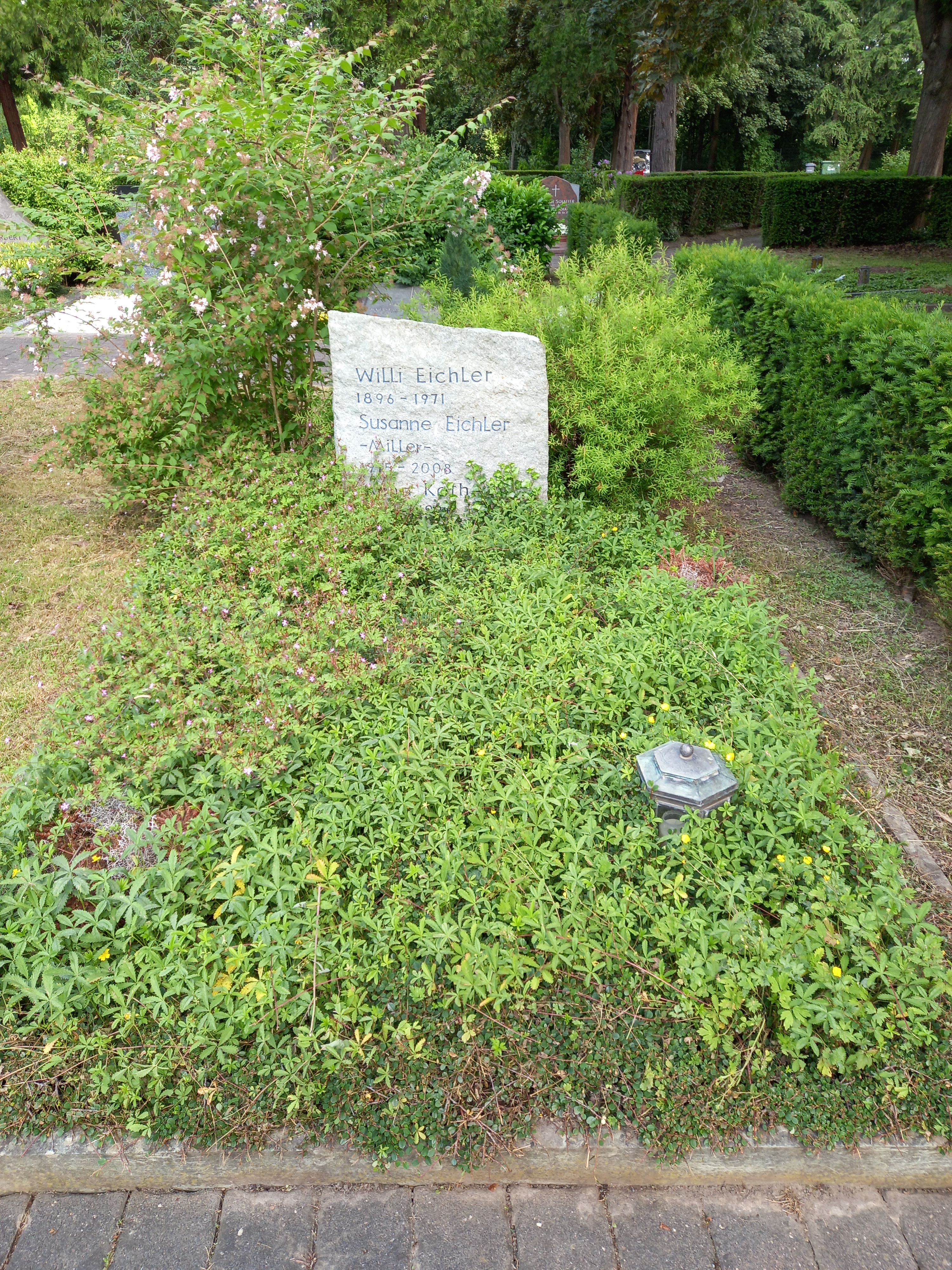
Das Grab von Susanne Miller und ihrem Ehemann Willi Eichler auf dem Südfriedhof (Bonn)

Susanne Miller (geborene Strasser, zuletzt Eichler-Miller; * 14. Mai 1915 in Sofia, Bulgarien; † 1. Juli 2008 in Bonn) war eine deutsche Historikerin.
Sie stammte aus einem Elternhaus des gehobenen Bürgertums, verbrachte ihre Kindheit überwiegend in Wien und Sofia und engagierte sich bereits in ihrer Jugend in der sozialistischen Arbeiterbewegung. Von einem Aufenthalt in Großbritannien kehrte sie nach dem Anschluss Österreichs an das nationalsozialistische Deutschland aufgrund ihrer politischen Einstellung und ihrer jüdischen Herkunft nicht zurück. Stattdessen engagierte sie sich in London in Exilanten-Kreisen, denen auch ihr späterer Lebensgefährte und Ehemann Willi Eichler angehörte. Nach Ende des Zweiten Weltkrieges ging sie mit ihm nach Köln und anschließend nach Bonn, um beim politischen Wiederaufbau Deutschlands mitzuwirken. Miller arbeitete in den 1950er Jahren als Angestellte des Parteivorstands der Sozialdemokratischen Partei Deutschlands (SPD) und wirkte unter anderem bei der Erstellung des Godesberger Programms mit.
Von 1960 bis 1963 setzte sie in Bonn ihr Studium fort, das sie in den 1930er Jahren abgebrochen hatte, und promovierte mit einer programmgeschichtlichen Arbeit zur deutschen Sozialdemokratie. Anschließend wurde sie Mitarbeiterin der Kommission für Geschichte des Parlamentarismus und der politischen Parteien. Ihre geschichtswissenschaftlichen Arbeiten befassen sich überwiegend mit Themen der Arbeiterbewegung, des Exils und der jüngeren deutschen Geschichte. Susanne Miller bevorzugte politikgeschichtliche Ansätze bei der Erforschung von Programmen, Ideologien und politischen Bewegungen. Sie betätigte sich jahrzehntelang in einer Reihe von politischen und gewerkschaftlichen Organisationen sowie in wissenschaftlichen Gremien und Bildungseinrichtungen.

## Kindheit, Schule, Jugend
Susanne Miller kam 1915 als Tochter von Ernst Strasser, einem jüdischen Bankkaufmann, und Margarete (Margit) Strasser, geborene Rodosi, in Sofia zur Welt. Etwa 20 Monate später bekam sie eine Schwester namens Georgina. 1919 starb die Mutter an der spanischen Grippe. Mit fünf Jahren wurde Susanne evangelisch getauft, ohne dass religiöse Aspekte in der Familie, die zum gehobenen Bürgertum zählte, eine größere Rolle spielten. Ernst Strasser heiratete zirka 1920/1921 erneut. Aus der Verbindung mit seiner zweiten Ehefrau, Irene Freund, gingen Erika und Edgar Strasser hervor. Etwa seit 1920/1921 lebte die Familie im wohlhabenden Wiener Stadtteil Döbling. Bereits der jungen Susanne Strasser fielen die großen sozialen Unterschiede in der österreichischen Metropole auf. Auch die Distanz ihrer politisch konservativen Familie zu den Dienstboten war ihr bewusst.
Nach dem Besuch der kommunalen Volksschule besuchte sie ein Wiener Bundesgymnasium, das koedukativ ausgerichtet war. In der Schule interessierten sie insbesondere der Geschichtsunterricht sowie die Behandlung antiker Vorstellungen über das „Goldene Zeitalter“. Weil Ernst Strasser in Sofia eine leitende Stelle erhielt, zog die Familie 1929 in die bulgarische Hauptstadt um. Susanne Strasser bestand am dortigen deutschen Realgymnasium im Alter von 17 Jahren die Matura.

## Sozialistische Ideen und erste politische Aktivitäten
Angeregt durch Gespräche mit ihrer zwei Jahre älteren Cousine und mit Zeko Torbov, dem Philosophielehrer des deutschen Realgymnasiums in Sofia, begann Susanne Strasser, sich mit sozialistischen Gedankengängen zu beschäftigen. Im Zentrum standen dabei die Vorstellungen von Leonard Nelson, dem Gründer und Vordenker des Internationalen Sozialistischen Kampfbunds (ISK). Nelson war stark vom Neukantianismus geprägt. Die ISK-Mitglieder begründeten ihren Einsatz für den Sozialismus nicht mit marxistischen Theorien, sondern mit ethischen Motiven.
Während einer vierzehntägigen Reise nach Berlin Ende 1932 nahm Susanne Strasser gezielt Kontakt zu den dortigen Anhängern des ISK auf. Zu diesen gehörten ihr späterer Ehemann Willi Eichler sowie Gustav Heckmann und Helmut von Rauschenplat. Nach ihrer Rückkehr nahm sie in Wien nicht sofort ein Studium auf, sondern absolvierte ein mehrwöchiges Sozialpraktikum. Während dieser Zeit lernte sie die Lebensverhältnisse in den Wiener Arbeitervierteln wie Favoriten, Ottakring und Floridsdorf kennen.
Anschließend begann sie ein Studium der Geschichtswissenschaft, der Anglistik und der Philosophie an der Universität Wien. Von den Professoren, deren Veranstaltungen sie besuchte, beeindruckten sie Max Adler, der Theoretiker der österreichischen Sozialisten, sowie der Philosoph Heinrich Gomperz. Während dieser Zeit trat sie in den Sozialistischen Studentenbund ein, dem nur eine Minderheit der Kommilitonen angehörte. Antisemitische Tendenzen innerhalb dieses Verbandes hielten sie jedoch von verbandlichen Aktivitäten ab.
Prägender war für sie 1934 der Februaraufstand. Die gewaltsame Auseinandersetzung zwischen dem austrofaschistischen Staatsapparat unter Engelbert Dollfuß und der Sozialdemokratischen Arbeiterpartei dauerte in Wien drei Tage und endete auch hier mit der Niederlage der Sozialdemokraten. Strasser beteiligte sich nach dem Ende der gewaltsamen Konflikte an der Verteilung von Spenden aus Großbritannien und aus den Vereinigten Staaten an solche Familien aus dem Wiener Arbeitermilieu, die in Not gerieten, weil durch Tote, Verletzte oder Verhaftungen das jeweilige Familieneinkommen gesunken war. Bei dieser Hilfsaktion lernte sie unter anderem den späteren österreichischen Innenminister Josef Afritsch und Alma Seitz kennen, die Frau von Karl Seitz, der im früheren roten Wien als Bürgermeister amtiert hatte.

## Englandaufenthalte und Exil
Mitte der 1930er Jahre ging Susanne Strasser zweimal für jeweils einige Sommerwochen nach London. Sie arbeitete dort auf au-pair-Basis in einem Heim der Methodistischen Kirche. Während dieser Zeit fand sie Kontakt zu Menschen, die in London mit dem ISK in Verbindung standen. Zu diesen gehörten Jenny und Walter Fliess, die in der City von London ein vegetarisches Restaurant betrieben, um mit den Überschüssen den deutschen Widerstand gegen den Nationalsozialismus zu unterstützen. Während ihres dritten England-Aufenthalts 1938 arbeitete sie schließlich in diesem Restaurant. Nach dem Anschluss Österreichs an das Dritte Reich im selben Jahr kehrte sie nicht mehr nach Wien zurück.
Miller erlebte den Zweiten Weltkrieg in London. Dort gehörte sie zur sozialistischen Emigranten-Szene. Zu diesem Kreis zählte Willi Eichler, der kurz vor Kriegsausbruch von Paris in die britische Hauptstadt kam. Auch die langjährige ISK-Vorsitzende Minna Specht lebte und wirkte in den Kriegsjahren dort. Eine weitere Führungsperson in diesem Kreis war Maria Hodann, die frühere Ehefrau des Sexualreformers und Eugenikers Max Hodann. Susanne Miller selbst hat in den Kriegsjahren eine Reihe von Vorträgen vor Frauen aus der englischen Genossenschaftsbewegung und dem National Council of Labour gehalten. Inhalt dieser Vorträge waren zumeist die Vorgänge auf dem europäischen Kontinent und insbesondere in Deutschland. Von 1944 an arbeitete Susanne Miller nicht mehr in dem vegetarischen Restaurant, sondern widmete sich zusammen mit Willi Eichler genuin politischen Fragen, insbesondere dem Abfassen von Reden und politischen Konzeptionen für ein Nachkriegsdeutschland.
Durch ihre politische Arbeit ergaben sich Zusammentreffen mit Mitgliedern jüdischer Organisationen wie den „Bundisten“, also den Mitgliedern des Allgemeinen Jüdischen Arbeiterbundes. Zu diesen Bekanntschaften gehörte Szmul Zygielbojm, der sich vehement gegen die Einrichtung des Warschauer Ghettos ausgesprochen hatte und der polnischen Exilregierung in London angehörte. Durch diese Begegnungen motiviert, sollte Susanne Miller später einige Publikationen über die Bundisten veröffentlichen.
Bis zum britischen Sieg in der Luftschlacht um England gab es unter den Emigranten die Sorge, es könnte zu einer deutschen Invasion kommen. Für diesen Fall versuchten einige der weiblichen Exilanten ihre Identität zu verschleiern: Sie heirateten, um einen anderen Namen und die britische Staatsbürgerschaft zu erhalten. Susanne Strasser ging mit Horace Milton Sydney Miller, einem englischen Offizier und Labour-Politiker, im September 1939 eine solche Zweckehe ein und behielt fortan den Namen Miller. Die Ehe wurde im Juli 1946 wieder geschieden.

## Politische Arbeit im Nachkriegsdeutschland
Wie viele andere Exilanten kehrten Willi Eichler und Susanne Miller nach Kriegsende nach Deutschland zurück, um am politischen Wiederaufbau mitzuwirken. Auf Initiative von Kölner Sozialdemokraten, insbesondere durch Vermittlung von Werner Hansen, wurde Eichler Anfang 1946 zum Chefredakteur der in dieser Stadt erscheinenden Rheinischen Zeitung berufen. Susanne Miller folgte ihm im April 1946, im selben Monat trat sie in die SPD ein. Der ISK hatte sich bereits Ende 1945 aufgelöst, wie Miller wurden die meisten seiner Mitglieder nun Sozialdemokraten.
In ihrem Ortsverein Köln-Süd wurde sie in die Leitung gewählt. Bald darauf wurde sie Vorsitzende der SPD-Frauen im Bezirk Mittelrhein. In dieser Funktion organisierte sie in den 1950er Jahren Bildungsveranstaltungen für Frauen. Zum Teil richteten sich diese Veranstaltungen auch an Frauen aus benachbarten Parteibezirken sowie aus den angrenzenden Ländern Belgien, Luxemburg und den Niederlanden. Durch dieses Amt gelangte sie 1948 in den zentralen Frauenausschuss der Partei. In diesem Gremium knüpfte sie Kontakte zu anderen wichtigen SPD-Politikerinnen wie Herta Gotthelf, Elisabeth Selbert, Luise Albertz, Annemarie Renger und Louise Schroeder.
Zu ihren Aktivitäten in der sozialdemokratischen Bildungsarbeit gehörte die Beteiligung am Aufbau der Sozialistischen Bildungsgemeinschaft in Köln, für die sich neben Eichler auch der spätere nordrhein-westfälische Ministerpräsident Heinz Kühn und dessen Ehefrau Marianne sowie Gerhard Weisser einsetzten. Die Planung des Vortragsprogramms und die Auswahl entsprechender Referenten, zu denen unter anderem Wolfgang Leonhard und Heinrich Böll gehörten, oblagen Susanne Miller und Marianne Kühn. Miller war ebenfalls beteiligt am Wiederaufbau der Philosophisch-Politischen Akademie, die sich nach 1949 an politisch-gesellschaftlichen Diskussionen beteiligte und auf diese Weise Nelsons Gedanken fortführte. Jahrzehnte später, von 1982 bis 1990 war Susanne Miller Vorsitzende dieser Akademie.
1951 ist Susanne Miller zusammen mit Willi Eichler nach Bonn umgezogen, weil Eichler in den besoldeten SPD-Parteivorstand gewählt worden war. Kurz nach dem Umzug wurde Miller Angestellte Eichlers und damit bezahlte Mitarbeiterin des SPD-Parteivorstands. Eichler wurde nach der Niederlage der SPD in der Bundestagswahl von 1953 auf dem SPD-Parteitag von 1954 in Berlin Vorsitzender der Programmkommission, die ein neues Parteiprogramm ausarbeiten sollte. Susanne Miller erlebte die Erarbeitung dieses Programm aus nächster Nähe mit, weil sie die Sitzungen der Programmkommission zu protokollieren hatte und dabei die umfangreichen Diskussionen zusammenfassen musste. Im Ergebnis führte dieses neue Programm, das 1959 als Godesberger Programm in die Parteigeschichte eingegangen ist, zur Neuausrichtung der Partei. Sie verstand sich nun nicht mehr als marxistische Klassenpartei, sondern als eine Volkspartei, die Marktwirtschaft wurde nicht mehr abgelehnt, sondern begrüßt.

## Wiederaufnahme des Studiums, Heirat
Nachdem das Godesberger Programm Ende 1959 verabschiedet worden war, entschied sich Susanne Miller zur Wiederaufnahme des Studiums, das sie 1934 als Achtzehnjährige abgebrochen hatte. Die mittlerweile 45-Jährige belegte 1960 an der Rheinischen Friedrich-Wilhelms-Universität Bonn die Fächer Geschichtswissenschaft, Politische Wissenschaft und Pädagogik. Nach etwa zweieinhalb Studienjahren begann sie mit den Vorarbeiten zu ihrer Dissertation. Bei Karl Dietrich Bracher promovierte sie 1963 mit einer Arbeit zur Entwicklung der Parteiprogramme der deutschen Sozialdemokratie. In dieser Studie analysierte sie die Programmentwicklung seit Ferdinand Lassalle und dem Allgemeinen Deutschen Arbeiterverein bis hin zu Eduard Bernstein und dem Revisionismusstreit in den 1890er Jahren. Sie widmete ihre Arbeit Minna Specht.
Im Oktober 1965 heiratete sie Willi Eichler, dadurch erhielt sie 1967 die deutsche Staatsangehörigkeit.

## Akademische Tätigkeiten
Nach dem Studium überlegte Susanne Miller anfänglich, in der Bibliothek des SPD-Parteivorstands zu arbeiten. Sie setzte diese Pläne aber nicht um. Ebenso wenig nahm sie das Angebot an, am Internationalen Schulbuchinstitut in Braunschweig zu arbeiten. Sie blieb in Bonn und wurde 1964 Angestellte der Kommission für Geschichte des Parlamentarismus und der politischen Parteien. In dieser außeruniversitären Forschungseinrichtung arbeitete sie ihr gesamtes weiteres Berufsleben bis 1978. Zunächst wirkte sie an Quelleneditionen mit. Dazu gehörten das Kriegstagebuch des sozialdemokratischen Reichstagsabgeordneten Eduard David sowie ein Quellenband zur Regierung der Volksbeauftragten. Anschließend veröffentlichte Miller Studien zur Entwicklung der deutschen Sozialdemokratie im Ersten Weltkrieg sowie zu den ersten, sozialdemokratisch geführten Regierungen in der Weimarer Republik. Die erste dieser beiden Studien, Burgfrieden und Klassenkampf, gilt bis heute als ein Standardwerk.
1974 veröffentlichte sie zusammen mit Heinrich Potthoff eine Kleine Geschichte der SPD. Diese Schrift war für die innerparteiliche Bildungsarbeit angelegt. Im Jahr 2002 erschien die mittlerweile achte Auflage dieses Werks, dessen Seitenzahl von anfangs 350 Seiten auf knapp 600 anwuchs.

## Politisch-akademisches Engagement
Von Anfang der 1970er Jahre bis Ende der 1990er Jahre betätigte sich Susanne Miller auch als Vertrauensdozentin der Friedrich-Ebert-Stiftung und als Mitglied des Ausschusses, der entschied, welcher der Anträge auf Studienstipendien bewilligt wurde. In Veranstaltungen dieser parteinahen Stiftung war sie bereits vorher oft Seminarleiterin und Referentin gewesen. Neben diesen Tätigkeiten hat Susanne Miller eine Reihe von Studien- und Vortragsreisen im Auftrag der Stiftung unternommen, die sie unter anderem nach Japan, China, Israel und Polen führten.
Miller befasste sich ebenfalls mit Fragen der deutsch-deutschen-Zusammenarbeit. Sie war Mitglied der SPD-Grundwertekommission, als dieses Gremium sich mit Angehörigen der Akademie für Gesellschaftswissenschaften beim ZK der SED traf, um von 1984 bis 1987 das so genannte SPD-SED-Papier zu verfassen. Dieses Dokument thematisierte ideologische Differenzen der beiden politischen Systeme in West- und Ostdeutschland, die in den deutsch-deutschen Beziehungen zuvor stets ausgeklammert worden waren. Susanne Miller war zwar offen für diese Form des Dialogs mit den Einheitssozialisten, sie war aber nicht bereit, die Verbrechen und Menschenrechtsverletzungen zu tolerieren, für die sie die Kommunisten direkt verantwortlich machte. Sie verstand sich in diesem Sinn ausdrücklich als Antikommunistin.
1982 machte Peter Glotz, der damalige Bundesgeschäftsführer der SPD, Susanne Miller zur Vorsitzenden der Historischen Kommission beim SPD-Parteivorstand. Unter der Leitung von Miller organisierte dieses Gremium eine Reihe von Veranstaltungen zu Themen der jüngeren deutschen Geschichte und publizierte eine Reihe entsprechender Broschüren. Die wichtigste Veranstaltung, die sie als Vorsitzende organisieren konnte, war im März 1987 ein öffentliches Treffen im Foyer des Erich-Ollenhauer-Hauses mit Historikern der DDR. Diese Veranstaltung sollte dem Austausch über das „Erbe deutscher Geschichte“ dienen. Die Medien der Bundesrepublik berichteten intensiv über diese Konferenz, weil dieser Gedankenaustausch aufgrund der ideologischen Gegensätze von West- und Ost-Historikern als sehr ungewöhnlich empfunden wurde. Die direkte Auseinandersetzung mit DDR-Historikern kannte Susanne Miller bereits, denn sie war seit 1964 Teilnehmerin auf der jährlich tagenden Internationalen Konferenz der Historiker der Arbeiterbewegung in Linz.
Neben dieser Arbeit in parteinahen Einrichtungen engagierte sich Susanne Miller in der Bundeszentrale für politische Bildung. Sie hatte etwa zusammen mit Thomas Meyer die wissenschaftliche Projektleitung einer Arbeitsgruppe der Friedrich-Ebert-Stiftung, die für die Bundeszentrale ein insgesamt dreibändiges Lern- und Arbeitsbuch zur Geschichte der deutschen Arbeiterbewegung entwickelte. Sie selbst war darin mit mehreren Beiträgen vertreten. Daneben gehörte Miller dem wissenschaftlichen Beirat dieser Bildungseinrichtung an. Gemäß ihrer eigenen Einschätzung gelang es ihr dort lange Jahre, zusammen mit Vertretern aus den Reihen der CDU und der FDP, parteiübergreifend politische Bildungsarbeit mitzugestalten und zu begleiten. Sie schied aus dieser Institution aus, als der Parteienstreit dort rationale Diskurse und sachbezogene Arbeit immer mehr erschwerte.
Susanne Miller wurde 1996 Bundesvorsitzende der Arbeitsgemeinschaft ehemals verfolgter Sozialdemokraten. Davor war sie bereits Vorstandsmitglied dieses Opferverbands. In ihrer Amtszeit sorgte sie im Juni 1998 mit dafür, dass neben den Verfolgten des NS-Regimes auch Sozialdemokraten Mitglied werden konnten, die in der DDR unter politischer Verfolgung gelitten hatten.
Zum öffentlichen Engagement Millers gehörten ihre Mitarbeit und Mitgliedschaft in der Deutsch-Israelischen Gesellschaft ebenso wie ihre vielfältigen Wortmeldungen in der publizistischen und politischen Öffentlichkeit. So hat sie zum Beispiel anlässlich der Erstveröffentlichung eines biografischen Textes von Sebastian Haffner energisch gegen dessen Verurteilung führender sozialdemokratischer Politiker interveniert, denen Haffner den Verrat an der Novemberrevolution vorgeworfen hatte. Sie hat überdies von der deutschen Regierung und der deutschen Wirtschaft Wiedergutmachungsleistungen für ehemalige Zwangsarbeiter gefordert und dabei die mangelnde Berücksichtigung der Expertise von Opferverbänden beklagt. Auch nahm sie am Diskussionsprozess um das Berliner Holocaust-Mahnmal teil.

## Sonstige Mitgliedschaften und Mitarbeit
Während des Exils arbeitete Susanne Miller in der Union deutscher sozialistischer Organisationen in Großbritannien mit und beteiligte sich als aktives Mitglied in der Transport and General Workers Union (TGWU). In Deutschland trat sie der Gewerkschaft Öffentliche Dienste, Transport und Verkehr, später der Gewerkschaft Erziehung und Wissenschaft und dem Verband deutscher Schriftsteller bei. Am Institut für Deutsche Geschichte der Universität Tel Aviv war sie als Beraterin tätig. Miller gehörte außerdem dem Board of Governors der Universität Haifa an.

## Ehrungen

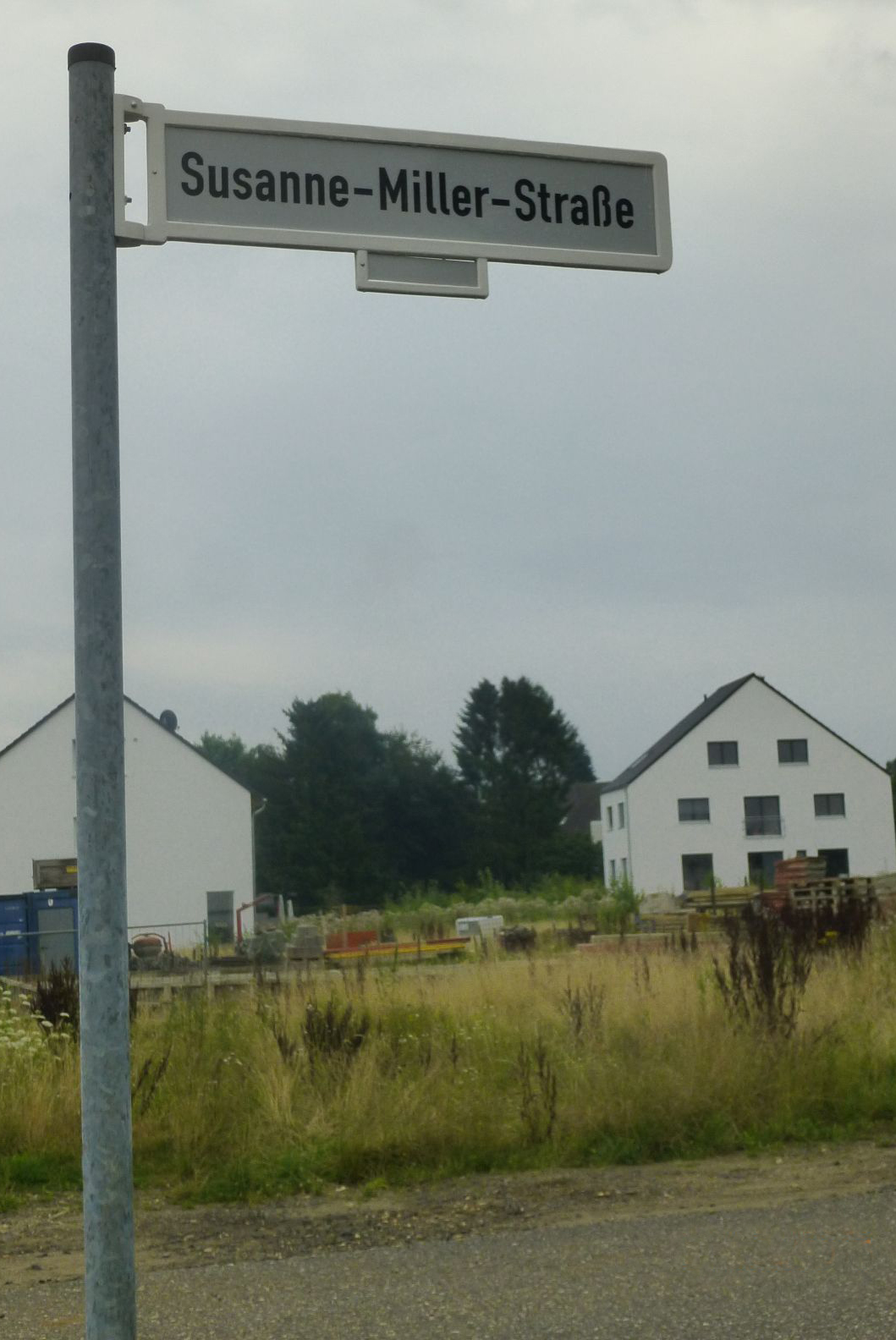
Straßenschild in Röttgen (Juli 2016)

Das Land Nordrhein-Westfalen verlieh ihr im Alter von 70 Jahren 1985 den Professoren-Titel. Im November 2004 zeichnete die Georg-von-Vollmar-Akademie Miller aufgrund ihrer Verdienste um die Stärkung der Demokratie und der Stärkung des Geschichtsbewusstseins mit dem Waldemar-von-Knoeringen-Preis aus. Die Bezirksvertretung Bonn beschloss im November 2013, eine Straße in einem Neubaugebiet des Stadtteils Röttgen nach Susanne Miller zu benennen. Zu ihrem Gedenken veranstalteten die Philosophisch-Politische Akademie und das Archiv der sozialen Demokratie am 25. Juni 2015 in Bonn ein Symposium.

## Bibliografien
- Literatur von und über Susanne Miller im Katalog der Deutschen Nationalbibliothek
- Literatur von Susanne Miller, erfasst in der Bibliothek der Friedrich-Ebert-Stiftung
- Susanne Miller. Personalbibliographie zum 75. Geburtstag überreicht von der Bibliothek der sozialen Demokratie/Bibliothek der Friedrich-Ebert-Stiftung. Zusammengestellt von Hermann Rösch-Sondermann und Rüdiger Zimmermann. Mit einem Geleitwort von Holger Börner, Forschungsinstitut der Friedrich-Ebert-Stiftung, Bonn 1990.